# Silver Car Crash (Double Disaster)
Silver Car Crash (Double Disaster) est une sérigraphie sur toile du peintre américain Andy Warhol réalisée en 1963. En novembre 2013, elle s'est vendue pour 105 millions de dollars lors d'une vente aux enchères à New York, établissant un nouveau record de prix pour une œuvre de Warhol,,.

## Historique
Silver Car Crash (Double Disaster) représente un corps tordu dans l'habitacle mutilé d'une voiture argentée. Elle a été imprimée par Andy Warhol à l'âge de 35 ans. C'est la dernière sérigraphie de l'artiste qui est restée en possession de particuliers. La sérigraphie mesure 2,43 mètres sur 4 et n'a été exposée qu'une seule fois au public au cours des 26 dernières années. Cette peinture fait partie de la série Death and Disaster.
Le chef-d'œuvre a été détenu par un collectionneur européen pendant 20 ans. En novembre 2013, cinq enchérisseurs se sont disputés la sérigraphie lors d'une vente aux enchères d'œuvres d'art contemporain organisée par Sotheby's, portant le prix à 105 millions de dollars. Le nom du propriétaire n'a jamais été divulgué au public.
Le prix final a dépassé les attentes des organisateurs, car la sérigraphie était estimée à 60-80 millions de dollars. Le prix a battu le précédent record payé pour une sérigraphie de Warhol, 100 millions de dollars payés pour Eight Elvises (en).